# Sethenira ferruginea
Sethenira ferruginea är en insektsart som beskrevs av Carl Stål 1870. Sethenira ferruginea ingår i släktet Sethenira och familjen bredkantskinnbaggar. Inga underarter finns listade i Catalogue of Life.